# Verschonungsbedarfsprüfung
Die Verschonungsbedarfsprüfung ermittelt im Erbschafts- und Schenkungsteuerrecht in Deutschland, ob für den Erben oder den Beschenkten eine Steuerverschonung für erhaltenes Betriebsvermögen, land- und forstwirtschaftliches Vermögen oder Anteile an Kapitalgesellschaften in Frage kommt. Die gesetzlichen Regelungen hierzu wurden im Jahr 2016 eingeführt und finden sich im Erbschaftsteuer- und Schenkungsteuergesetz (ErbStG).
Beim Erwerb großer Unternehmensvermögen im Wert von über 26 Mio. Euro kann der Erbe oder Beschenkte einen Steuererlass beantragen, sofern es ihm nicht möglich ist, die anfallende Steuer aus verfügbarem eigenem Vermögen zu begleichen. Als „verfügbar“ definiert das Gesetz einen hälftigen Anteil. Die Voraussetzungen muss der Erbe oder Beschenkte nachweisen, insbesondere durch Offenlegung seines privaten Vermögens. 

## Medienberichte
Wird zu einem bestimmten Stichtag Firmenvermögen schenkungsweise übertragen und sind die Privatkonten des Beschenkten zu diesem Zeitpunkt leer, kann er die geforderte Steuer nicht zahlen und wird verschont.
Im Jahr 2020 schenkte Friede Springer Mathias Döpfner eine Unternehmensbeteiligung im Wert von rund einer Milliarde Euro. In Bezug auf die Schenkung konnte Döpfner die in § 28a Erbschaftsteuergesetz vorgesehene Verschonungsbedarfsprüfung beantragen. Die Axel Springer SE betont, dass die Transaktion gemäß den geltenden Regelungen ordnungsmäßig versteuert wird.
„Nach Angaben des Statistischen Bundesamtes wurden im Jahr 2023 in 26 Fällen Steuern in Höhe von insgesamt 2,1 Milliarden Euro erlassen. ... Das Finanzamt hat darauf zunächst eine Steuer von 2,13 Milliarden Euro festgesetzt. ... Tatsächlich mussten die Erben und Beschenkten insgesamt nur 6,28 Millionen Euro zahlen.“
Im Juni 2024 hat die BMW-Erbin Susanne Klatten einen Teil ihres Unternehmensimperiums an ihre drei
Kinder abgegeben. Auch diese könnten einen Erlass der Erbschaftsteuer beantragen, wenn sie die Steuer nicht aus eigenem Vermögen bezahlen können.